# Zvekovac
 Zvekovac  falu Horvátországban Zágráb megyében. Közigazgatásilag Dubravához tartozik.

## Fekvése
Zágrábtól 42 km-re keletre, községközpontjától 3 km-re délnyugatra, a megye keleti részén fekszik.

## Története
1857-ben 177, 1910-ben 420 lakosa volt. Trianonig Belovár-Kőrös vármegye Križi járásához tartozott. 2001-ben 217  lakosa volt.

## Lakosság
| Lakosság változása | Lakosság változása | Lakosság változása | Lakosság változása | Lakosság változása | Lakosság változása | Lakosság változása | Lakosság változása | Lakosság változása | Lakosság változása | Lakosság változása | Lakosság változása | Lakosság változása | Lakosság változása | Lakosság változása |
| ------------------ | ------------------ | ------------------ | ------------------ | ------------------ | ------------------ | ------------------ | ------------------ | ------------------ | ------------------ | ------------------ | ------------------ | ------------------ | ------------------ | ------------------ |
| 1857               | 1869               | 1880               | 1890               | 1900               | 1910               | 1921               | 1931               | 1948               | 1953               | 1961               | 1971               | 1981               | 1991               | 2001               |
| 177                | 194                | 173                | 257                | 310                | 420                | 413                | 445                | 398                | 388                | 333                | 317                | 252                | 232                | 217                |

## Külső hivatkozások
Dubrava község hivatalos oldala